# Robin Lane Fox
Robin Lane Fox (nacido en 1946) es un clasicista inglés, profesor titular de Historia Antigua en la Universidad de Oxford. Es el padre de Martha Lane Fox, la creadora de lastminute.com.
Se educó en el internado elitista del Colegio Eton y al Magdalen College de la Universidad de Oxford.

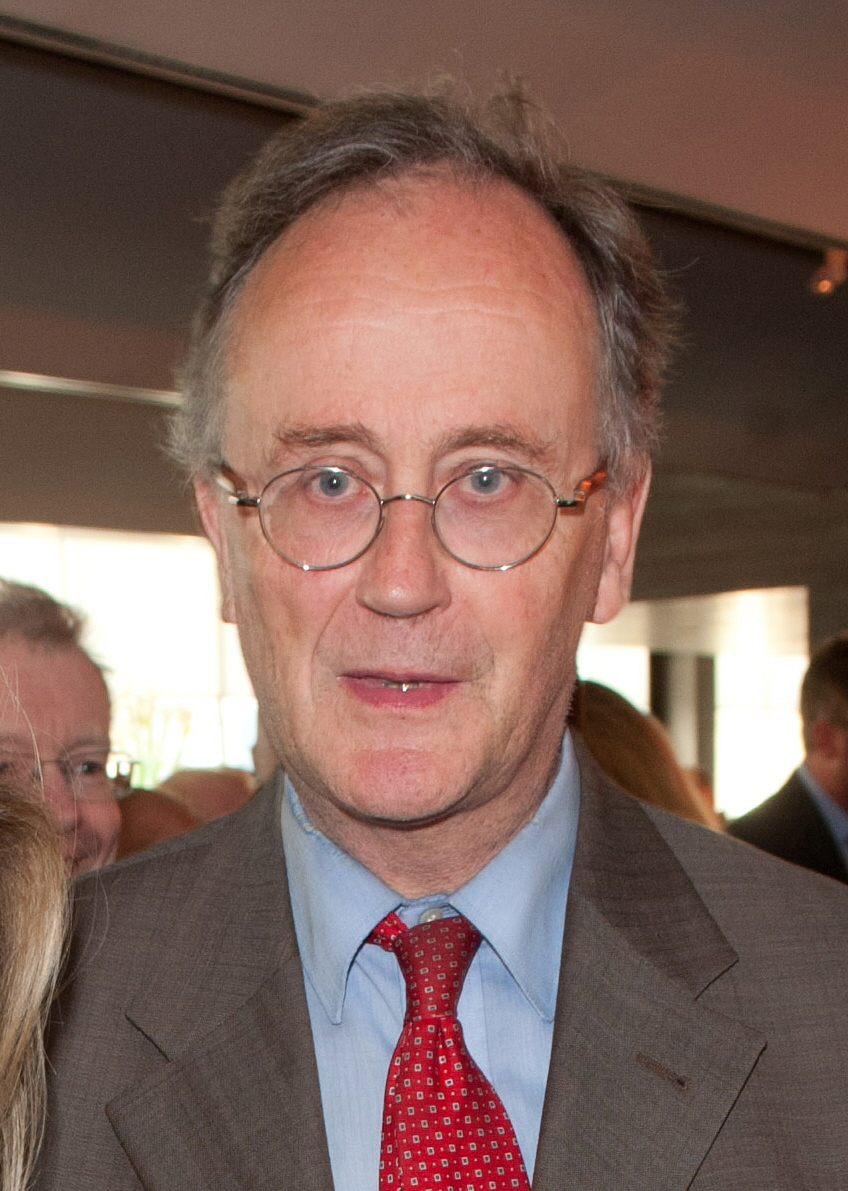
Robin Lane Fox en junio de 2013

Ha escrito numerosos libros y artículos, incluyendo:
- Alexander the Great (Alejandro Magno, biografía más vendida del macedonio)[1]
- Pagans and Christians (Paganos y cristianos)[2][3][4]
- The Unauthorized Version: Truth and Fiction in the Bible (La versión no autorizada: verdad y ficción en la Biblia)
- The Classical World: An Epic History from Homer to Hadrian (El mundo clásico: una historia épica desde Homero hasta Adriano - su libro más reciente).

Lane Fox ha enseñado literatura griega y romana, así como historia de Grecia y Roma, e historia de los comienzos del Islam.
Fue el asesor histórico de la película Alejandro Magno, de Oliver Stone, en donde, además, trabajó como extra haciendo de un hetairoi en la Batalla de Gaugamela. Para ello tuvo que renunciar a que se le citara como extra en los créditos del filme con las palabras Introducing Robin Lane Fox (presentando a Robin Lane Fox).
Robin Lane Fox también es columnista sobre jardinería en el periódico Financial Times

## Obras editadas en español
- Lane Fox, Robin (1992). La versión no autorizada: verdad y ficción en la Biblia. Planeta. ISBN 978-84-08-00080-8.

- Lane Fox, Robin (2007). Alejandro Magno: conquistador del mundo. Acantilado. ISBN 978-84-96834-25-5.

- Lane Fox, Robin (2007). El mundo clásico: la epopeya de Grecia y Roma. Crítica. ISBN 978-84-8432-898-8.

- Lane Fox, Robin (2009). Héroes viajeros: los griegos y sus mitos. Crítica. ISBN 978-84-8432-983-1.

- Lane Fox, Robin (2024). Homero y su Ilíada. Crítica. ISBN 978-8491996996.